# Firdaus Kasman
Firdaus Kasman (* 24. Januar 1988 in Singapur), mit vollständigem Namen Mohammad Firdaus bin Kasman, ist ein singapurischer Fußballspieler.

## Karriere

### Verein
Firdaus Kasman stand 2007 bei den Tampines Rovers unter Vertrag. 2008 wechselte er zu den Young Lions. Die Young Lions sind eine U23-Mannschaft, die 2002 gegründet wurde. In der Elf spielen U23-Nationalspieler und auch Perspektivspieler. Ihnen soll die Möglichkeit gegeben werden, Spielpraxis in der ersten Liga zu sammeln. 2009 kehrte er zu den Tampines Rovers zurück. Ein Jahr später unterschrieb er einen Vertrag bei Home United. Hier spielte er bis Mitte 2011. Nach 35 Erstligaspielen ging er im Juli 2011 wieder zu den Rovers. Mit dem Verein feierte er Ende 2011 die singapurische Meisterschaft. Die Singapore LionsXII nahmen ihn ab 2012 unter Vertrag. Die Lions Twelve waren ein Fußballverein aus Singapur, der von 2012 bis 2015 in der höchsten Liga von Malaysia, der Malaysia Super League, spielte. Mit den LionsXII wurde er 2012 Vizemeister. Nach einem Jahr kehrte er zu den Rovers zurück. Die Young Lions nahmen ihn 2016 wieder für ein Jahr unter Vertrag. Nach neunzehn Spielen für die Lions unterschrieb er 2017 einen Zweijahresvertrag beim Ligakonkurrenten Warriors FC. Für die Warriors stand er 29-mal in der ersten Liga auf dem Spielfeld. Anfang 2019 wurde er vom ebenfalls in der Singapore Premier League spielenden Geylang International unter Vertrag genommen. Für Geylang bestritt er 47 Erstligaspiele. Im Januar 2022 kehrte er zu seinem ehemaligen Verein Tampines Rovers zurück.

### Nationalmannschaft
Firdaus Kasman spielt seit 2012 in der Nationalmannschaft von Singapur. Bisher kam er auf neun Einsätze.

## Erfolge
Tampines Rovers
- Singapurischer Meister: 2011

Singapore LionsXII
- Malaysischer Vizemeister: 2012